# Bad Radkersburg
Bad Radkersburg (tiếng Slovene: Radgona, tên tiếng Hungary cũ Regede, tiếng Prekmuria: Radgonja) là một thành phố thuộc bang Steiermark và là thủ phủ của huyện Radkersburg. Thành phố nằm ở khu vực có độ cao 208 m và diện tích 2,17 km². Dân số khoảng 1.940 người. Bên kia sông Mura ở Slovenia là thành phố kết nghĩa Gornja Radgona.
Bad Radkersburg là một thành phố nghỉ dưỡng với suối nước nóng có nhiệt độ 80 °C.

## Cư dân nổi bật
- Andreas Walsperger
- Franz Leopold von Nádasdy (1708-1783), lãnh đạo quân sự
- Leopold Vietoris (1891-2002), nhà toán học
- Wolfgang Fasching (sinh 1967), thể thao
- Aribert Heim (1914-1992), tội phạm chiến tranh Nazi
- Peter Luttenberger (sinh năm 1972), cua rơ

## Kết nghĩa
- - Varaždin, Croatia
- - Lenti, Hungary